# Tironut
Tironut (en hebreo: טירונות) es el término hebreo para el entrenamiento de reclutas de las Fuerzas de Defensa de Israel (FDI). La Tironut es el entrenamiento básico del Ejército israelí.

## Niveles de entrenamiento
Hay diferentes niveles de entrenamiento de reclutas y cada cuerpo o unidad principal tiene su propio programa de entrenamiento. Al completar la Tironut, los reclutas que no son de combate reciben la certificación como Fusilero 02.Los reclutas de combate deben completar el entrenamiento básico de Fusilero 03. Generalmente, el entrenamiento específico de infantería varía desde Fusilero 05 (ingeniería de combate) hasta Fusilero 07 (infantería e ingenieros de combate zapadores, una vez completado el entrenamiento avanzado de infantería), mientras que los cuerpos blindados o de artillería completan el entrenamiento de Fusilero 03. Las unidades de élite como la Sayeret Matkal no completan un curso de formación básico estándar para obtener la certificación de fusilero y tienen sus propios cursos de formación ampliados que duran más de un año. 
Todos los reclutas en el entrenamiento básico de las FDI usan la boina verde oliva general de todo el ejército y reciben su boina del cuerpo al finalizar, en una ceremonia en la que los reclutas juran en las FDI. Las unidades de infantería y algunas otras, como la Policía Militar de Israel, prestan juramento en el Muro de las Lamentaciones, otras unidades en otros lugares como el memorial del Cuerpo de Blindados de Israel, en Latrún, el Muro Occidental y la Colina de las Municiones en Jerusalén, la prisión de Acre, bases de entrenamiento, etc.

## Requisitos de certificación
Los reclutas de las FDI están capacitados para al menos uno de los requisitos de la certificación de fusilero, aunque los programas de capacitación de reclutas generalmente incluyen más de lo que requiere la certificación. Algunos programas, como el Fusilero Extendido 02, entrenan a los reclutas para la siguiente calificación de Fusilero (en este caso, Fusilero 03), pero los reclutas no obtienen el certificado superior. Para las armas, normalmente se requieren conocimientos teóricos y prácticos; el teórico es el conocimiento de cómo funciona el arma, los nombres de sus piezas, etc. La práctica es la capacidad de desmontar el arma, cargarla, solucionar atascos, etc. Se requiere poder alcanzar objetivos con la mayoría de las armas de las FDI. 

## Curso de formación
Al comienzo de cada curso de formación básica, hay varios días de integración, en los que los instructores convierten a los reclutas de civiles en soldados. Estos suelen considerarse los días más difíciles de cualquier programa de entrenamiento básico, ya que son físicamente agotadores. Durante estos días, los reclutas no tienen descanso y la disciplina está al máximo nivel.
Si bien esencialmente, el nivel de cada fusilero y el entrenamiento de cada cuerpo varían mucho, existen algunos puntos en común entre todo el ejército. Todos los soldados reciben armas después de sus días de integración y deben portarlas hasta el final del curso de formación básica. Muchas lecciones también son comunes para todos los cuerpos, como moreshet krav (literalmente "herencia de batalla"), donde a los soldados se les enseña sobre operaciones pasadas de las FDI. 
La agresión física y verbal no está permitida en el entrenamiento básico de las FDI, lo que deja a los instructores con un número limitado de formas de aplicar los castigos. Los castigos físicos, como hacer flexiones y correr, son formas comunes de castigar por varias cuestiones disciplinarias. Otro método de castigo es la detención; mantener al soldado varios días más en la base de entrenamiento en lugar de visitar su casa; o simplemente retrasar unas horas la visita a casa. Las unidades de combate tienen castigos grupales, donde si un soldado comete un error, todo el pelotón sufre; aunque las unidades que no son de combate también a veces sufren este castigo. Los soldados entrenados pueden evitar ciertas tareas o castigos con los documentos adecuados de médicos y especialistas, si consideran que el proceso perjudicaría su estado de salud. También son populares los llamados castigos "creativos", que consisten en diferentes tareas o instrucciones que generalmente están directamente relacionadas con la infracción cometida; por ejemplo, si un recluta arroja una colilla al suelo, se le podría obligar a recoger una cantidad determinada de colillas, si un recluta deja el equipo, se le podría obligar a llevar equipo adicional, etc.
Al final de cada curso de formación básica, los reclutas prestan juramento en las FDI y reciben sus boinas de cuerpo, tras lo cual van a sus respectivos cursos de formación profesional. En la mayoría de las unidades, hay una ceremonia llamada ruptura de distancia, en la que los comandantes dicen a los reclutas sus nombres, después de lo cual ya no son los comandantes de esos reclutas específicos y pueden llamarlos solo por su nombre. En la mayoría de las unidades de combate, la reducción de distancias se realiza después del curso profesional.

## Entrenamiento de combate
En las unidades de combate, el objetivo del entrenamiento básico, además de impartir la mentalidad militar, es enseñar habilidades de combate, aptitud física y cohesión social. Para ingresar a una unidad de combate, un cadete debe cumplir con el perfil médico exigido por esa unidad. El perfil médico mínimo requerido para ingresar a una unidad de combate es 72, lo que significa una discapacidad médica moderada, y aquellos con perfil 72 son elegibles para una variedad de posiciones de combate, pero se consideran no aptos para el servicio de infantería. Todos los soldados de infantería deben tener un perfil médico mínimo de 82, lo que significa sólo un problema leve, y los soldados de unidades de élite deben tener un perfil de 97, lo que significa plena salud física y mental, aunque algunos problemas de salud menores como gafas con un pequeño número de dioptrías, puede no ser suficiente para descalificar a un candidato. El entrenamiento básico para las unidades de combate generalmente dura cuatro meses y termina con una marcha final, después de la cual los reclutas toman juramento en las FDI. Posteriormente, los reclutas pasan por un entrenamiento avanzado que dura entre cuatro meses y un año en unidades de combate regulares, la duración del entrenamiento avanzado depende de la unidad. El paso final para las unidades de combate terrestre es la "masa kumta" (la marcha de la boina), durante la cual los reclutas deben marchar entre 20 y 45 millas dependiendo de su unidad por la noche en equipo de combate y camillas. Después de completar la marcha, los soldados reciben la boina de su unidad y son admitidos formalmente en las FDI. El entrenamiento de combate en unidades de comando de élite puede durar entre 15 y 22 meses, dependiendo de la unidad.

## Formación de pilotos
El curso de formación para pilotos de combate en la Academia de la Fuerza Aérea de Israel, dura tres años y va seguido de un año de formación operativa. Los cadetes de las unidades de fuerzas especiales y los pilotos en formación se someten a un curso de dos semanas de duración sobre cómo sobrevivir al cautiverio como prisioneros de guerra, en el que son sorprendidos en un simulacro de secuestro y retenidos en condiciones similares a las de una prisión, durante dos semanas, son interrogados, amenazados, sometidos a violencia física y obligados a realizar actividades degradantes.